# Сан Вито ди Кадоре
Сан Вито ди Кадоре (итал. San Vito di Cadore) је насеље у Италији у округу Белуно, региону Венето.
Према процени из 2011. у насељу је живело 1757 становника. Насеље се налази на надморској висини од 1022 м.

## Становништво
Према резултатима пописа становништва 2011. у општини је живело 1.813 становника.
| 1931. | 1936. | 1951. | 1961. | 1971. | 1981. | 1991. | 2001. | 2011. |
| ----- | ----- | ----- | ----- | ----- | ----- | ----- | ----- | ----- |
| 1.006 | 1.017 | 1.157 | 1.325 | 1.413 | 1.497 | 1.645 | 1.718 | 1.813 |

## Партнерски градови
- Алфонсине